# Alpes Ocidentais-Sul

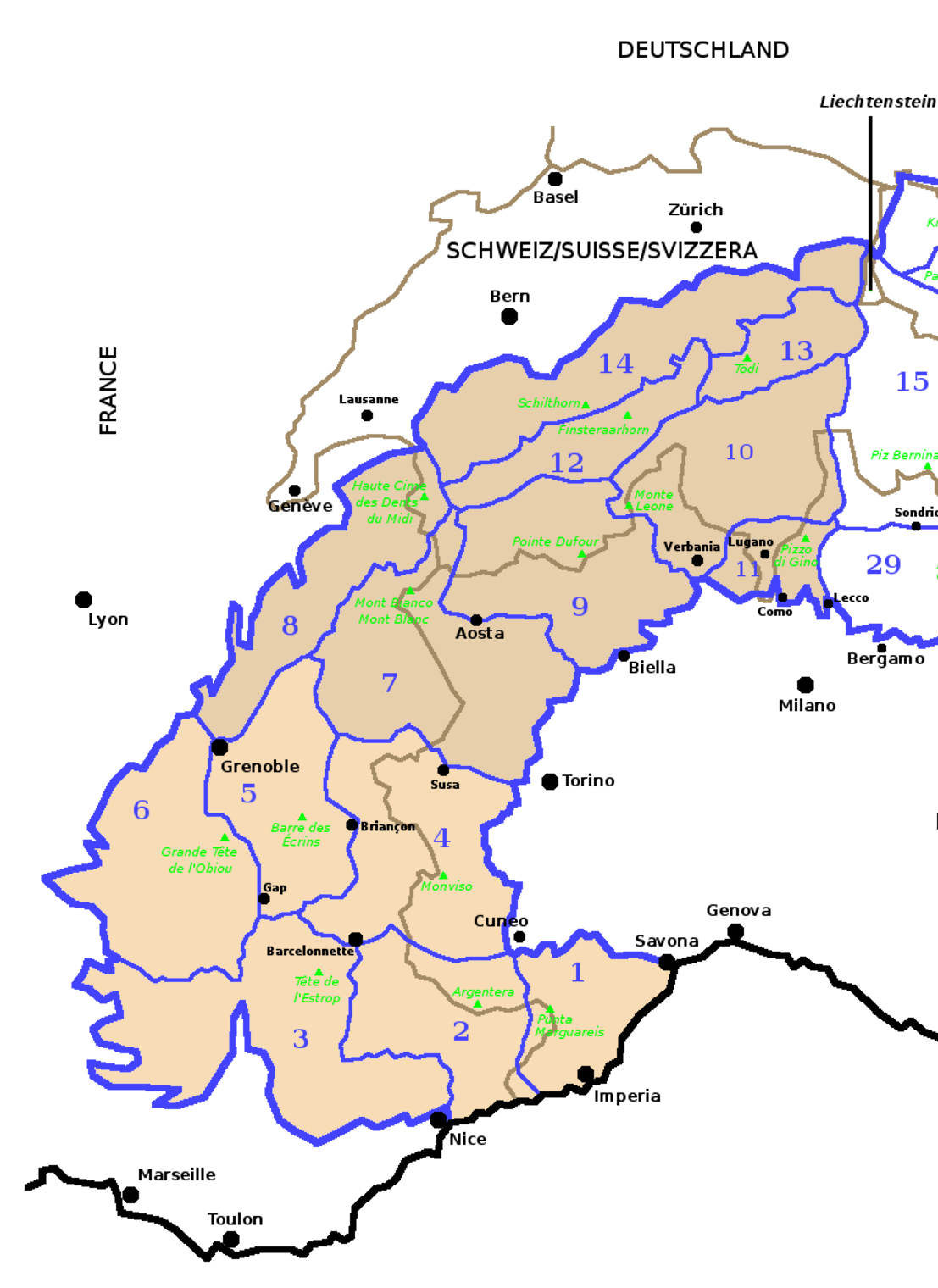
Os Alpes Ocidentais com a divisão em Alpes Ocidentais-Norte (7-14) e Alpes Ocidentais-Sul (1-6)

Os Alpes Ocidentais-Sul  é com os Alpes Ocidentais-Norte  uma das duas Partes, a dos Alpes Ocidentais, em que foram divididos os Alpes segundo  a classificação # SOIUSA, Logicamente a outra parte é a dos Alpes Orientais.
Os Alpes Ocidentais, que têm 14 secções, 6 nos Alpes Ocidentais-Sul e 8 nos Alpes Ocidentais-Norte.

## SOIUSA
A Subdivisão Orográfica Internacional Unificada do Sistema Alpino (SOIUSA), apresentou em 2005 uma nova divisão dos Alpes que datava de 1926. Esta nova classificação,  divide os Alpes em duas grandes partes: Alpes Ocidentais e Alpes Orientais, separados pela linha rio Reno - Passo de Spluga - Lago de Como - Lago de Lecco.

## Alpes Ocidentais-Sul
Os Alpes Ocidentais-Sul estão divididos em 6 Secção alpinas - os n. 1 a 6 na imagem junta - e 23 Sub-secção alpinas
- 1- Alpes Lígures
  - Pré-Alpes Ligures
  - Alpes dos Marguareis
- 2- Alpes Marítimos e Pré-Alpes de Nice resultantes da reunião da Cordilheira dos Alpes Marítimos com os Pré-Alpes de Nice
  - Cordilheira dos Alpes Marítimos
  - Pré-Alpes de Nice
- 3- Alpes e Pré-Alpes da Provença resultantes da reunião da Alpes da Provença com os Pré-Alpes da Provença
  - Alpes de Provença
  - Pré-Alpes de Digne
  - Pré-Alpes de Grasse
  - Pré-Alpes de Vaucluse
- 4- Alpes Cócios
  - Alpes do Monte Viso
  - Alpes do Monte Ginevro
  - Alpes do Monte Cenis
- 5- Alpes do Delfinado
  - Alpes das Grandes Rousses e Agulha de Arves
  - Cordilheira de Belledonne
  - Maciço des Écrins
  - Maciço do Taillefer
  - Maciço do Champsaur
  - Maciço de Embrunais
  - Montes orientais de Gap
- 6- Pré-Alpes do Delfinado
  - Pré-Alpes do Dévoluy
  - Pré-Alpes ocidentais de Gap
  - Pré-Alpes do Vercors
  - Pré-Alpes do Diois
  - Pré-Alpes das Baronnies